# Pieter Roose

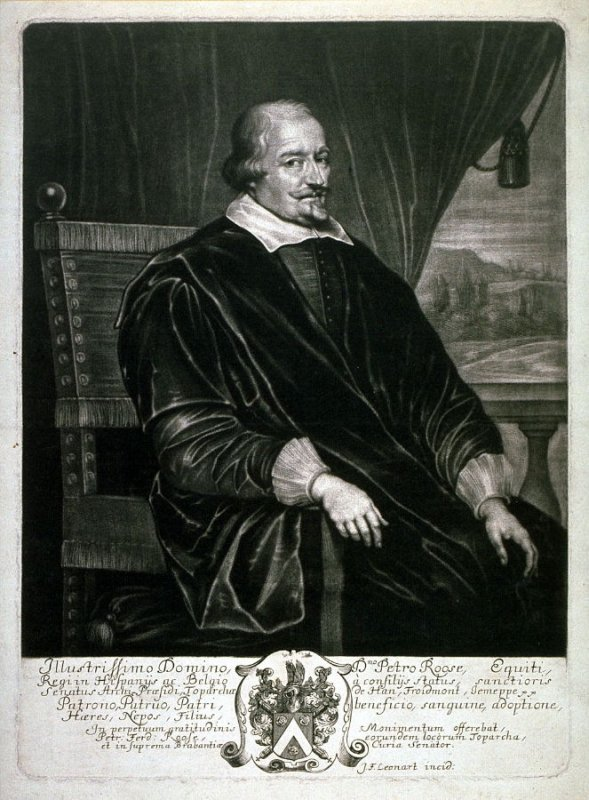
Portretgravure van Pieter Roose

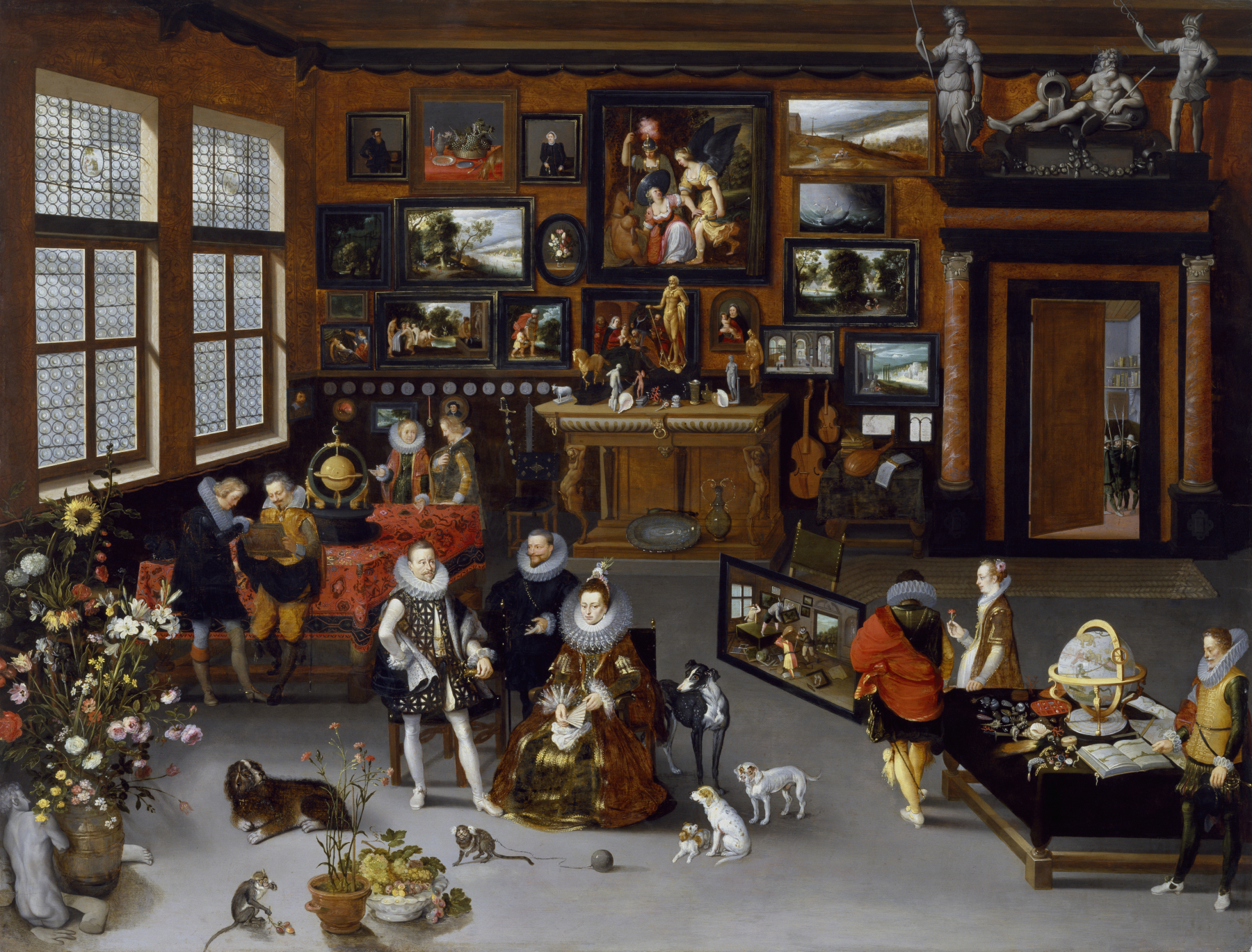
De aartshertogen Albrecht en Isabella op bezoek in het kunstkabinet van Pieter Roose (Jan Brueghel de Oude, ca. 1621-1623)

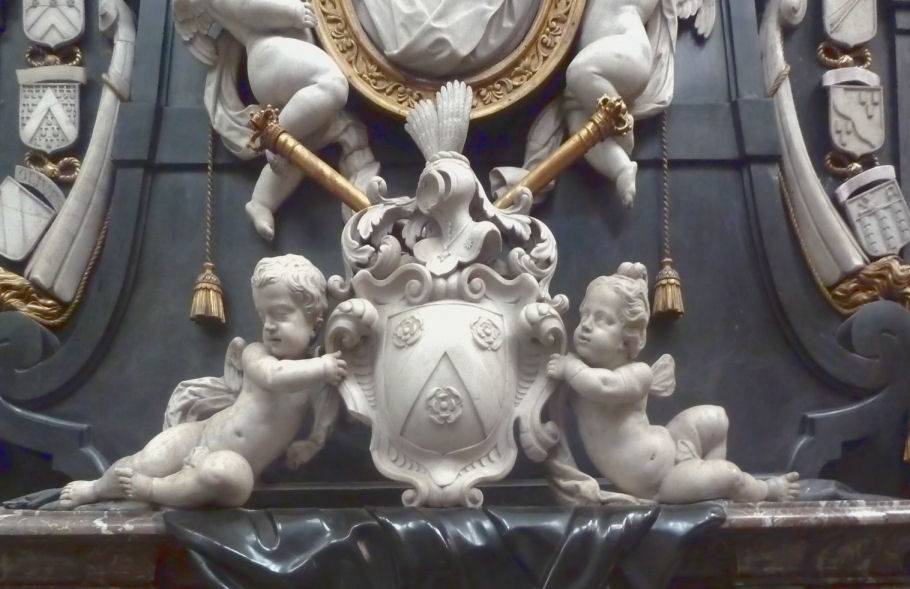
Wapenschild op zijn praalgraf

Petrus (Pieter) Roose, baron van Bouchout, heer van Froidmont en Han, haut-voué van Jemeppe, pair van het graafschap Namen (Antwerpen, 1585/86 – Brussel, 27 februari 1673) was decennialang een sleutelfiguur in de regering van de Spaanse Nederlanden. Van 1632 tot 1653 was hij voorzitter van de Geheime Raad en van de Raad van State.

## Leven
De familie Roose uit Harelbeke had zich in de jaren 1570 in Antwerpen gevestigd en was er opgenomen in het stadspatriciaat. Pieter Roose werd in die stad geboren als derde zoon van Jean Roose en Maria van Kinschot. Hij studeerde burgerlijk recht aan de Universiteit van Leuven, werd daar opgemerkt door Justus Lipsius en doceerde enige jaren. In 1608 sloeg hij een leerstoel in Dole af en begon hij als advocaat in Brussel bij zijn oom Hendrik van Kinschot. Op 18 maart 1616 werd hij benoemd tot advocaat-fiscaal van de Raad van Brabant en op 8 mei 1622 werd hij lid en rekwestmeester van de Geheime Raad. In 1624, toen de gebruiken van de stad Bergen werden gecodificeerd, werd hij door de Geheime Raad afgevaardigd om de rechten van het centrale gezag te vrijwaren. In 1627 werd hij naar de Franche-Comté gestuurd om er af te rekenen met corruptie in de zoutziederij en om discreet het bestuur van deze provincie te evalueren.
In 1628 trok Roose naar Spanje, waar koning Filips IV hem op 14 januari 1630 tot staatsraad benoemde en in december van hetzelfde jaar tot lid van de Consejo de Flandes. In 1632 keerde Roose terug naar Brussel om Engelbert Maes op te volgen als voorzitter van de Geheime Raad. Dit betekende in de praktijk dat hij het hoofd werd van het civiele bestuur in Brussel, hoewel zijn rivaal Ferdinand van Boisschot als kanselier van Brabant voorrang probeerde te verkrijgen. Roose rekende onmiddellijk af met de Samenzwering der Edelen, ontbond de Staten-Generaal en kortwiekte de macht van de hoge adel.
Hij zou zich een getrouw voorvechter van de vorstelijke belangen tonen. Ook na de afzetting van zijn beschermheer Olivares in 1643, bleef hij het vertrouwen van Madrid genieten. Hij was ongehuwd en kinderloos, zodat hij zijn volle aandacht aan zijn ambt kon wijden, wat niet wegnam dat zijn uitgebreide bibliotheek getuigde van een brede intellectuele belangstelling.
Naarmate Spanje de adel meer nodig had in de oorlog tegen de Republiek en ook meer aanstuurde op vrede, verzwakte de positie van de stugge Roose. Uiteindelijk werd hij op aandringen van landvoogd Leopold Willem in 1649 tegen zijn zin naar Madrid verwijderd en in 1653 tot ontslag gedwongen. Hij werd op 23 december 1653 opgevolgd door zijn rivaal Charles de Hovyne.
Roose leefde nog twintig jaar en kreeg na zijn dood op 87-jarige leeftijd een praalgraf in de Sacramentskapel van de Sint-Goedelecollegiale. Het grootste deel van zijn erfenis had hij laten toevallen aan zijn neef Pieter Ferdinand Roose.

## Geschriften
- De la forme de subordiner les Estatz, 1631
- Los servicios, 1651
- Apología, 1654

## Iconografie
De voormalige Beauffort-collectie in het private kasteel van Mielmont in Onoz bevat een portret van Roose met in de achtergrond een gezicht op Brussel. Het werk wordt toegeschreven aan de omgeving van Antoon van Dyck. Beeldhouwer Frans Langhemans maakte het praalgraf met portretmedaillon. Ook zijn er portretgravures van R. Collin en J.-F. Leonart en een penning van Adriaan Waterloos.